# 衣笠城合戦
衣笠城合戦（きぬがさじょうかっせん）は、治承4年8月26日（1180年9月17日）に現在の神奈川県横須賀市衣笠町にあたる相模国三浦郡の衣笠城で起こった秩父氏（平家方）と三浦氏（源氏方）による戦い。平安時代末期の内乱である治承・寿永の乱の合戦の一つ。

## 経過
治承4年（1180年）の源頼朝の挙兵に際し、源氏方に付いた三浦義澄ら三浦氏一族は22日に三浦を発つが、大雨のため頼朝軍と合流出来ず、増水した丸子川（酒匂川）畔で石橋山の戦いの頼朝軍敗北を聞き引き返す。平家方の武将である武蔵国の畠山重忠は頼朝挙兵の報を受けて相模国に出陣し24日に鎌倉の由比ヶ浜で頼朝と合流できずに引き返してきた三浦一族と合戦になった（小壺坂合戦、小坪合戦）。この合戦で重忠の郎従50余人が梟首され、畠山勢は退却、三浦一族は、何人かの死者を出しながらも本拠地の三浦にたどり着いた
『源平盛衰記』巻二十一「小坪合戦」によると、三浦は小坪の峠に300騎、畠山は稲瀬川（由比ヶ浜西部）の辺りに500騎で対陣した。畠山は、綴太郎五郎、同小太郎、河口次郎太夫、秋岡四郎等を始めとして30余人が小坪軍に討たれ50余人が手負となり、三浦氏は、多々良太郎、同次郎、郎等2人らの死者を出したという。
26日、重忠は由比ヶ浜での会稽の恥をすすがんがため三浦氏を襲おうと秩父一族で武蔵検校職の河越重頼に加勢を呼びかけ、重頼は同族の江戸重長と共に数千騎の武士団を率いて重忠軍に合流し、三浦氏の本拠地である衣笠城を攻撃する。三浦方は東木戸口を三浦義澄・佐原義連、西木戸口を和田義盛・金田頼次、中の陣を長江義景・大多和義久が守ったのに対し、攻める畠山方には河越重頼・中山重実・江戸重長・金子氏他の村山党が参陣した。
先の合戦で消耗していた三浦氏は夜になって衣笠城を放棄して脱出し、頼朝軍と合流するべく安房国へ向かい、27日、衣笠城は秩父軍によって攻め落とされた。落城の際、89歳の老齢であった三浦大介義明が城に残り、外孫である重忠らによって討たれた。
『吾妻鏡』によると義明は「我は源氏累代の家人として、老齢にしてその貴種再興にめぐりあうことができた。今は老いた命を武衛（頼朝）に捧げ、子孫の手柄としたい」とし、「齢八十余、扶持する人無きに依ってなり」とあり、『源平盛衰記』巻二十二「衣笠合戦」は、名残を惜しんだ郎等たちが、只捨て行けと言う義明を手輿に乗せて城を出たが、敵が近づくと輿を捨て逃げ去り、義明は衣裳を剥ぎ取られ、すずろなる江戸重長に斬り殺された。義明の言う通り城中に棄ておきたら、さまでの恥にはならずものを、と義明の無念を伝えている。
『平家物語』巻五「早馬」には、9月2日に大庭景親が、「去る8月17日、伊豆国流人で前の右兵衛佐頼朝は舅北条時政を遣わし伊豆国目代を夜討ちにしたが …… 苦戦し僅か7、8騎になって土肥の杉山へ逃げ籠った。そして、畠山（重忠）が500余騎で平家方に付き、源氏方三浦大介義明の子等300余騎と由比・小坪の浦で戦い、畠山（重忠）は敗けて武蔵国へ退却した。その後、畠山の一族の河越・稲毛・小山田・江戸・葛西やその他武蔵七党の兵など都合3,000余騎が三浦の衣笠城に押し寄せ、攻め戦う。大介義明は討たれ、義明の子等は久里浜の浦から舟に乗り安房上総へと渡った。」との知らせを送ったとある。
安房国で三浦一族と合流した頼朝軍は、房総半島の二大勢力千葉常胤・上総広常を傘下に加え、大軍となって再挙し、10月2日に武蔵国へ入ると、4日に畠山重忠・河越重頼・江戸重長ら秩父一族は長井の渡で頼朝に帰伏した。『吾妻鏡』によると、頼朝は「重長らは源家に弓を引いた者であるが、このように勢力の有る者を取り立てなければ目的は成し遂げられないであろう。憤懣を残してはならない」と三浦一族に言い聞かせ、三浦氏は異心を抱かないとして、重忠らとお互いに目を合わせ、納得して席に並んだという。

## 経緯
『源平盛衰記』によると、当初畠山氏が頼朝と敵対したのは、当主の畠山重能が大番役として在京していたためであり、重忠は三浦を攻撃するつもりはなかったが、由比ヶ浜では双方の行き違いによって突発的に合戦となったとされる。しかし武蔵国の河越重頼や江戸重長が重忠の加勢にすぐに応じられたのは、平家方の大庭景親の動員に応じて相模に来ていたためであり、衣笠城落城後にすぐに大庭軍が数千騎を率いて攻め寄せてきている事から、三浦攻めは重忠の平家への義理や外聞のための通り一遍のものではなかったと考えられる。
また、近年になって肥後国小代氏に伝わる「小代系図」（『肥後古記集覧』所収）の蓬莱経重の項目にある「母江戸四郎平重継女也 経重者畠山庄司次郎重忠一腹舎兄也」という記事が注目されている。経重は系図上は児玉党の秩父行俊の子とされるが、同党の通字である「行」の字を名乗っておらず他氏からの養子とみられている。清水亮は畠山重能の正室は三浦義明の娘であったが、子供に恵まれず江戸重継の娘を側室として重忠ら兄弟を生み、後に嫡男である重忠は正室（義明の娘）の養子とされ、経重は児玉党系秩父氏へ養子に出されたと解する。これを裏付けるものとして『源平盛衰記』巻二十二「衣笠合戦」で三浦義明が重忠を「継子孫」と呼ぶ部分が存在することを指摘する。この説が正しければ、形の上では三浦義明と畠山重忠は外祖父と外孫になるものの実際には血縁関係は存在しておらず、重忠が敵方であった三浦氏を攻撃することを制約する要素はなかったとみられている。また、江戸重長は実の甥である重忠支援のために援軍を派遣したとも解される。

## 史跡
合戦の舞台にほど近いJR衣笠駅バスターミナル前に、この戦で没した者達を慰霊する碑が昭和30年代に地域の有志により作られ、現在も参拝者が絶えない。また他にもこの戦の慰霊碑など当時を物語る遺跡は現在もいくつか残っている。
衣笠城址には城郭遺構（土塁・堀切・壁〈切岸〉など）が確認できないが、築城・籠城の準備する時間がなかったことによるものと考えられている。
衣笠城址にほど近い横須賀市大矢部では、義明が落ち延びる際に今まで決して止まることがなかった愛馬が、ある一本の松の木の下で止まり、動かなくなったことにより、義明はそれを天の意思と受け止め、その場で切腹して果てたという。その後、その松は腹切り松と呼ばれ、現在は場所を移し、児童公園「腹切り松公園」の一角に保存されている。